# Демократична Федеративна Югославія
Демократична Федеративна Югославія (сербохорв. Demokratska Federativna Jugoslavija/Демократска Федеративна Југославија) — офіційна назва правонаступниці «першої Югославії» та попередниці «другої Югославії» від серпня по листопад 1945 року, тимчасова держава на теренах Югославії, утворена для об'єднання югославського руху опору окупації Югославії державами Осі. 
Назва «Демократична Федеративна Югославія» уперше з'явилася 17 лютого 1944 року — того самого дня, коли було схвалено знамените зображення герба Югославії з п'ятьма смолоскипами.

## Історія
Ще під час Другої світової війни 29 листопада 1943 у місті Яйце на 2-й сесії «партизанського парламенту» — Антифашистського віча народного визволення Югославії (АВНВЮ) — було ухвалено рішення про розбудову після закінчення війни нової демократичної, федеративної держави югославських народів під керівництвом комуністичної партії. Тоді було закладено підвалини федеративного устрою країни у складі 6 республік (Сербія, Хорватія, Словенія, Боснія і Герцеговина, Македонія, Чорногорія); королю Петру II було заборонено повертатися на батьківщину, а еміграційний королівський уряд, який діяв у Лондоні, позбавлено всіх прав законного представництва Югославії. Проте, щоб здобути міжнародну підтримку та допомогу з боку держав-учасниць антигітлерівської коаліції (для яких законним представником Югославії залишався королівський уряд), керівництво партизанського руху пішло у червні 1944 на домовленість із лондонськими політиками. Частково через тиск з боку Великої Британії югославський уряд у вигнанні короля Петра II визнав уряд АВНВЮ т. зв. Виським договором, підписаним 16 червня 1944 року між прем'єр-міністром уряду у вигнанні Іваном Шубашичем та керівником АВНВЮ Йосипом Броз Тіто на хорватському острові Вис. Цим договором уряд у вигнанні та виконавчий орган АВНВЮ Національний комітет визволення Югославії (НКВЮ) погодилися якомога швидше об'єднатися у тимчасовий уряд. Форму нового уряду було узгоджено у другій угоді Тіто—Шубашича, підписаній 1 листопада 1944 року у щойно визволеній столиці Югославії Белграді. Угода навмисно залишала до кінця війни відкритим питання про те, чи буде майбутня держава монархією чи республікою, щоб зберігати посаду глави держави вакантною. 7 березня 1945 було утворено коаліційний уряд Югославії на чолі з Йосипом Броз Тіто, в якому всі ключові посади, насамперед силові, дістали комуністи, а представники еміграції посіли тільки три міністерські крісла. Сам Іван Шубашич став міністром закордонних справ. Новий югославський уряд одразу здобув міжнародне визнання. Після утворення федерального уряду було сформовано уряди республік. 10 серпня 1945 3-тя сесія АВНВЮ у Белграді офіційно проголосила створення Демократичної Федеративної Югославії (ДФЮ). АВНВЮ визнало себе тимчасовою скупщиною (парламентом) і ухвалило виборчий закон, на підставі якого у листопаді 1945 відбулися вибори до Установчої Скупщини, на яких 96 % голосів набрали комуністи та їхні прибічники. 29 листопада 1945 Установча Скупщина проголосила ДФЮ Федеративною Народною Республікою Югославією (ФНРЮ) й остаточно ліквідувала монархію.
ДФЮ стала одним із членів-засновників Організації Об'єднаних Націй після підписання у жовтні 1945 року Статуту ООН.

## Адміністративно-територіальний поділ
Демократична Федеративна Югославія складалася з 6 республік і 2 автономних областей:
- Федеральна Держава Сербія
  - Автономний край Косово і Метохія
  - Автономний край Воєводина
- Федеральна Держава Хорватія
- Федеральна Держава Боснія і Герцеговина

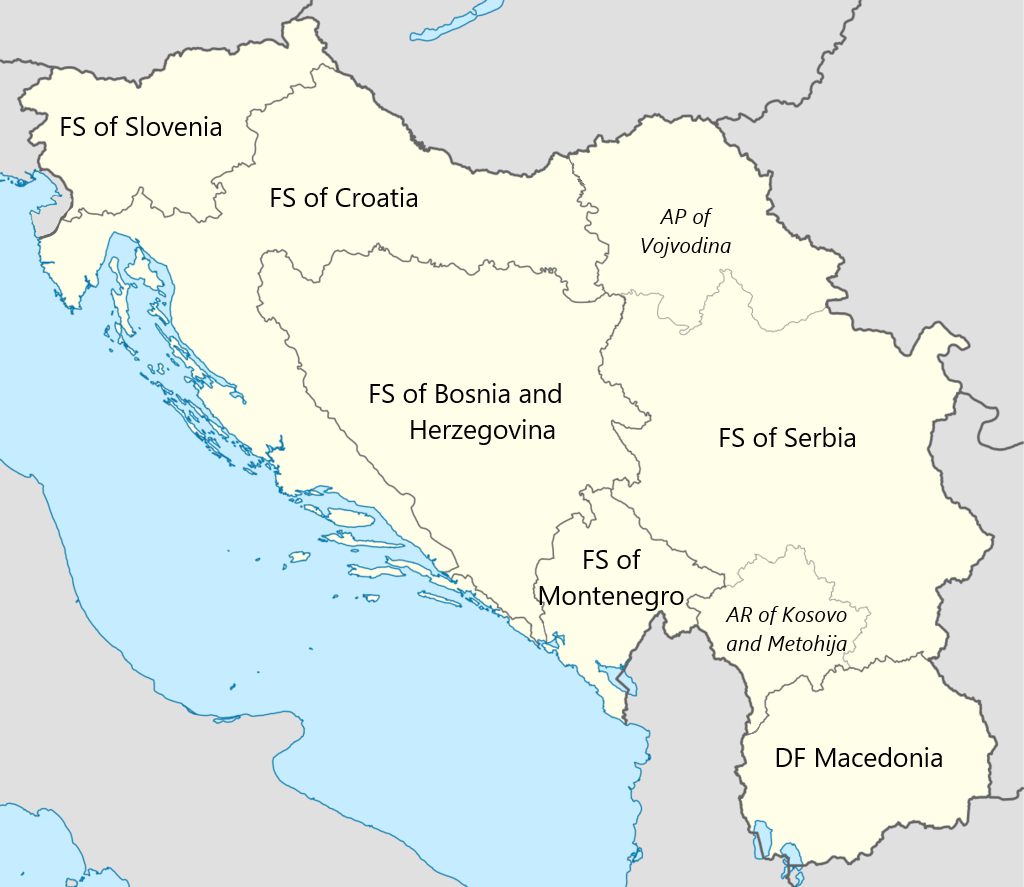
Адміністративно-територіальний поділ Демократичної Федеративної Югославії у 1945 р.

- Федеральна Держава Словенія
- Федеральна Держава Чорногорія
- Демократична Федеральна Македонія